# Ghiacciaio Soto
Il ghiacciaio Soto (in inglese Soto Glacier) è un ghiacciaio lungo circa 22 km situato sulla costa di Black, nella parte orientale della Terra di Palmer, in Antartide. Il ghiacciaio, il cui punto più alto si trova circa 480 m s.l.m., fluisce verso sud-est lungo il versante sud-occidentale della cresta Strømme fino a entrare nell'insenatura di Odom, andando così ad alimentare la piattaforma glaciale Larsen D.

## Storia
Il ghiacciaio Soto è stato scoperto da alcuni membri del Programma Antartico degli Stati Uniti d'America di stanza alla base Est che nel 1940 esplorarono questa costa sia via terra che con ricognizioni aeree, è stato mappato nel 1974 dal United States Geological Survey e infine è stato così battezzato dal Comitato consultivo dei nomi antartici in onore dell'oceanografo argentino Luis R. Soto, che prese parte alle Spedizioni oceanografiche internazionali nel mare di Weddell nel 1968 e nel 1970.